# La via per l'Oxiana
La via per l'Oxiana (The Road to Oxiana) è un diario di viaggio di Robert Byron, pubblicato per la prima volta nel 1937. È considerato da molti scrittori di viaggi moderni il primo esempio di grande scrittura di viaggi. La parola "Oxiana" nel titolo si riferisce alla regione lungo il confine settentrionale dell'Afghanistan.

## Contenuti
Il libro è un resoconto del viaggio di dieci mesi di Byron in Medio Oriente nel 1933-34, inizialmente in compagnia di Christopher Sykes. È in forma di diario con la prima voce "Venezia, 20 agosto 1933", dopodiché Byron viaggiò con la nave fino all'isola di Cipro e poi negli allora paesi di Palestina, Siria, Iraq, Persia e Afghanistan. Il viaggio termina a Peshawar, in India (ora parte del Pakistan) il 19 giugno 1934, da dove tornò in Inghilterra.
Lo scopo principale del viaggio era visitare i tesori architettonici della regione, di cui Byron aveva una vasta conoscenza, come dimostrano le sue osservazioni lungo la strada.
Ad esempio, dice della Moschea dello sceicco Lotfollah, ora elencata come patrimonio dell'umanità dall'UNESCO:
Byron ha interagito con la gente del posto e ha negoziato il trasporto, compresi i veicoli a motore, cavalli e asini per condurlo nel suo viaggio. Ha incontrato il caldo, il freddo, la fame e la sete e ha sofferto l'inconveniente di insetti, pulci, pidocchi e malattie fisiche.
Lo scrittore Paul Fussell ha scritto che La via per l'Oxiana è per il libro di viaggio come "l'Ulisse è per il romanzo tra le guerre, e La terra desolata è per la poesia."
Lo scrittore viaggiatore Bruce Chatwin nella sua introduzione al libro l'ha descritto come "un testo sacro, al di là delle critiche," e ha portato la sua copia da quando aveva quindici anni, "priva di dorso e con le pagine ondulate a causa dell'umidità" dopo quattro viaggi attraverso l'Asia centrale.

## Luoghi
Luoghi visitati e descritti nel libro in ordine cronologico:
Italia
- Venezia

Cipro
- Kyrenia
- Nicosia
- Famagosta
- Larnaca

Palestina
- Gerusalemme

Siria
- Damasco
- Beirut
- Damasco

Iraq
- Bagdad

Persia
- Kermanshah
- Teheran
- Gulhek
- Teheran
- Zinjan
- Tabriz
- Maragheh
- Tasr Kand
- Saoma
- Kala Julk
- Ak Bulagh
- Zinjan
- Teheran
- Ayn Varzan
- Shahrud
- Nishapur
- Mashhad

Afghanistan
- Herat
- Karokh
- Qala-ya-Now
- Laman
- Karokh
- Herat

Persia
- Mashhad
- Teheran
- Qom
- Delijan
- Isfahan
- Abadeh
- Shiraz
- Kavar
- Firuzabad
- Ibrahimabad
- Shiraz
- Kazerun
- Persepoli
- Abadeh
- Isfahan
- Yazd
- Bahramabad
- Kerman
- Mahan
- Yazd
- Isfahan
- Teheran
- Sultaniya
- Teheran
- Shahi
- Asterabad
- Gonbad-e-Qabus
- Bendar Shah
- Semnan
- Damghan
- Abbasabad
- Mashhad
- Kariz

Afghanistan
- Herat
- Moghor
- Bala Murghab
- Maymana
- Andkhoy
- Mazar-e-Sherif
- Kunduz
- Khanabad
- Bamiyan
- Shibar
- Charikar
- Kabul
- Ghazni
- Kabul

India
- Peshawar

## Edizioni italiane
- Robert Byron, La via per l'Oxiana, a cura di Maria Grazia Bellone, 13ª ed., Milano, Adelphi, 2000, ISBN 978-8845915741.